# Antonio Sabato (calciatore)
Antonio Sabato (Novara di Sicilia, 9 gennaio 1958) è un ex calciatore italiano, di ruolo mezzala o ala ambidestra.

## Carriera

### Giocatore

#### Club

Sabato (a sinistra) in azione al Torino nel 1986, alle prese con lo juventino Platini.

Emigrato da giovane dalla Sicilia, iniziò a giocare nell'Inter, con cui esordì in Serie A il 7 novembre 1976 contro il Torino. A 19 anni fu dato in prestito al Forlì, in Serie C. Da titolare condusse la squadra romagnola al mantenimento della categoria, che fruttò il passaggio in Serie C1, dove Sabato fu ancora protagonista.
Nel 1979-80 esordisce in Serie B con la maglia della Sambenedettese. Non è un'annata fortunata sul piano delle presenze (appena 16), ma gli vale la chiamata del Catanzaro in Serie A. Per un biennio è titolare inamovibile. L'Inter si accorge di lui e lo fa rientrare. Anche con i nerazzurri Sabato si conferma nell'undici titolare e viene premiato per la sua umiltà dai tecnici Marchesi, Radice e Castagner.
Nel 1985-86 passa al Torino, contro cui aveva esordito in Serie A, perché incompatibile con Liam Brady. Rimane in Piemonte per quattro stagioni, per poi passare all'Ascoli, che accompagna nel ritorno in Serie B dopo i fasti degli anni ottanta. Chiude la carriera nell'Alessandria in Serie C.
In totale ha giocato 283 partite (con 14 reti) in Serie A, 46 (e 2 gol) in Serie B e 58 partite (3 i gol) in Serie C.

#### Nazionale
Antonio Sabato viene lanciato in nazionale da Azeglio Vicini, selezionatore dell'Under-21, che lo fa esordire il 6 ottobre 1982 nell'1-1 contro l'Austria. A fine stagione anche Cesare Maldini, commissario tecnico della nazionale olimpica, ha preso in considerazione il centrocampista, facendogli giocare le qualificazioni e portandolo con sé ai giochi di Los Angeles 1984, in cui l'Italia arriva quarta alle spalle della Jugoslavia.
Il 3 marzo 1984 ha modo anche di esordire nella nazionale maggiore, nel 2-1 imposto alla Turchia, subentrando a Giuseppe Dossena. Gioca anche contro Canada (2-0), Stati Uniti (0-0) e Svizzera (1-1), disputando solo quest'ultima gara da titolare (peraltro sostituito al 77' da Ubaldo Righetti).
In totale, Sabato ha disputato 4 partite con la nazionale A, 11 con l'Olimpica e 1 con l'Under-21.

### Dopo il ritiro
È stato opinionista per la trasmissione Diretta stadio... ed è subito goal! dell'emittente 7 Gold. Attualmente, lavora come osservatore per l'agenzia di calciatori dell'ex compagno di squadra Silvano Martina.

## Statistiche

### Cronologia presenze e reti in nazionale
| Cronologia completa delle presenze e delle reti in nazionale ― Italia | Cronologia completa delle presenze e delle reti in nazionale ― Italia | Cronologia completa delle presenze e delle reti in nazionale ― Italia | Cronologia completa delle presenze e delle reti in nazionale ― Italia | Cronologia completa delle presenze e delle reti in nazionale ― Italia | Cronologia completa delle presenze e delle reti in nazionale ― Italia | Cronologia completa delle presenze e delle reti in nazionale ― Italia | Cronologia completa delle presenze e delle reti in nazionale ― Italia |
| Data                                                                  | Città                                                                 | In casa                                                               | Risultato                                                             | Ospiti                                                                | Competizione                                                          | Reti                                                                  | Note                                                                  |
| --------------------------------------------------------------------- | --------------------------------------------------------------------- | --------------------------------------------------------------------- | --------------------------------------------------------------------- | --------------------------------------------------------------------- | --------------------------------------------------------------------- | --------------------------------------------------------------------- | --------------------------------------------------------------------- |
| 3-3-1984                                                              | Istanbul                                                              | Turchia                                                               | 1 – 2                                                                 | Italia                                                                | Amichevole                                                            | -                                                                     | 85’                                                                   |
| 26-5-1984                                                             | Toronto                                                               | Canada                                                                | 0 – 2                                                                 | Italia                                                                | Amichevole                                                            | -                                                                     | 59’                                                                   |
| 30-5-1984                                                             | New York                                                              | Stati Uniti                                                           | 0 – 0                                                                 | Italia                                                                | Amichevole                                                            | -                                                                     | 41’                                                                   |
| 3-11-1984                                                             | Losanna                                                               | Svizzera                                                              | 1 – 1                                                                 | Italia                                                                | Amichevole                                                            | -                                                                     | 77’                                                                   |
| Totale                                                                |                                                                       | Presenze                                                              | 4                                                                     |                                                                       | Reti                                                                  | 0                                                                     |                                                                       |

## Palmarès

### Club
- Coppa Italia Primavera: 1

Inter: 1975-1976